# Gyractis sesere
A Anêmona-verde Rapa-nui (Gyractis sesere) é uma espécie de Anêmona do mar da família Actiniidae do gênero Gyractis.

## Biologia
Grande parte de sua biologia é desconhecida, se alimenta de pequenos peixes e crustáceos. Seu habitat são recifes costeiros e poças de maré. Na maré-baixa elas se fecham formando pequenas bolinhas gelatinosas.

## Distribuição
É uma espécie endêmica da Ilha de Páscoa (Rapa-nui).

## No aquarismo
São consideradas espécies raras, de difícil captura. Já foram observados exemplares em mercados da América do Norte, Europa e Ásia.